# Connally contro General Construction Co.
Connally contro Compagnia General Construction è una sentenza della Corte suprema degli Stati Uniti d'America del 1926, in cui i giudici hanno, sia ampliato il significato originale della "Clausola del giusto processo" del XIV emendamento della Costituzione, che definito esplicitamente la dottrina dell'ambiguità normativa, ritenendola, se eccessiva, incostituzionale.

## Origini del contenzioso
La questione originò già a partire dal 1921, quando lo Stato dell'Oklahoma approvò una serie di statuti che stabilivano dei requisiti di base per i lavoratori e i diritti che dovevano essere seguiti da, e nei confronti di, quest'ultimi, nel mentre che lavoravano per lo Stato o una società che eseguiva un contratto per uno Stato, o un suo subappaltatore, fra cui un minimo salariale (§ 7255) e una giornata lavorativa di 8 ore (§ 7257). Gli statuti, insieme, definivano anche pene giornaliere in caso di violazione pari a multe di 50-500 $, nonché un'ulteriore reclusione di 3-6 mesi, essendo quest'atto considerato come un grave reato.
Nel 1926, una causa legale fu avviata in merito a tali clausole, e specialmente a quella riguardante il salario minimo (§ 7255), fra Connally, lavoratore, e la Compagnia General Construction. In particolare, l'accusa obiettò il linguaggio estremamente ambiguo della legge che, testualmente, richiedeva vagamente alle imprese di pagare i lavoratori "non meno del "tasso corrente dei salari per diem nella località in cui viene eseguito il lavoro"".

## Opinione della Corte Suprema
La sentenza ha stabilito che gli standard stabiliti erano "incostituzionalmente vaghi", in quanto le sezioni, essendo estremamente ambigue e difficilmente applicabili in modo corretto, e dunque possibile origine di abusi incostituzionali, prevedevano la violazione dei diritti prescritti dal V e XIV emendamento verso i datori di lavoro, non definendo specificamente ciò che era e non era punibile.

## Eredità della sentenza
Oggi, il caso è considerato un esempio da manuale della dottrina della "ambiguità normativa", in virtù della quale si deve disapplicare e invalidare una legge se questo risulta, con la sua ambiguità, oggettivamente ed inequivocabilmente contraria alla legge costituzionale degli Stati Uniti.